# Oporto Challenger 1982
L'Oporto Challenger 1982 è stato un torneo di tennis facente parte della categoria ATP Challenger Series nell'ambito dell'ATP Challenger Series 1982. Il torneo si è giocato a Porto in Portogallo dal 18 al 24 ottobre 1982 su campi in terra rossa.

## Vincitori

### Singolare
Jairo Velasco Sr ha battuto in finale  Juan Avendaño con il punteggio di 6–7, 6–3, 6–3

### Doppio
Libor Pimek /  Thierry Stevaux hanno battuto in finale  Andy Kohlberg /  Robbie Venter con il punteggio di 4–6, 7–6, 7–5